# Lantas
Lantas (lamta) eram uma grande tribo berbere aparentada com os sanhajas. Os genealogistas árabes e berberes não conseguiram traçar suas origens e apenas declararam-nos como irmãos dos sanhajas, gazulas e hascuras, enquanto outros os colocaram como descendentes dos antigos himiaritas. Eram nômades e viviam ao sul do Mezabe, a oeste dos massufas e leste dos tuaregues, e podem ter se estendido até o rio Níger. Em Suz, no atual Marrocos, os lantas e gazulas ocuparam o território mais próximo da cordilheira do Atlas, e permaneceram por mais de um século subordinados aos Banu Iadar. Os Banu Iadar introduziriam beduínos árabes do grupos dos maquis como aliados e eles se uniram a uma de suas tribos, os daui-haçanitas. Alguns remanescentes, no entanto, preferiram unir-se aos xabanaítas, outro grupo maqui, em oposição aos daui-haçanitas. Na foz do uádi Num, os lantas fundaram a cidade comercial de Nul, onde uma casa da moeda foi instalada e foi utilizada por várias dinastias locais. Os escudos lantas feitos com couro de antílope era particularmente renomados.